# Clayman
Clayman – piąty studyjny album szwedzkiej grupy In Flames. Został wydany przez wytwórnię Nuclear Blast w 2000 roku. Była to ostatnia płyta In Flames utrzymana w koncepcji tradycyjnego szwedzkiego melodic death metalu. Teksty utworów opowiadają o depresji i problemach psychicznych.
Okładka płyty jest zainspirowana rysunkiem Leonarda da Vinci Człowiek witruwiański. W tle widać maskotkę In Flames.
Według danych z kwietnia 2002 album sprzedał się w nakładzie 21,773 egzemplarzy na terenie Stanów Zjednoczonych.

## Lista utworów
1. "Bullet Ride" – 4:42
2. "Pinball Map" – 4:08
3. "Only for the Weak" – 4:55
4. "...As the Future Repeats Today" – 3:27
5. "Square Nothing" – 3:57
6. "Clayman" – 3:28
7. "Satellites and Astronauts" – 5:00
8. "Brush the Dust Away" – 3:17
9. "Swim" – 3:14
10. "Suburban Me" – 3:35
11. "Another Day in Quicksand" – 3:56
12. "Strong and Smart" (Bonus Track, cover No Fun at All) - 2:22*
13. "World of Promises" (Bonus Track, cover Treat) - 3:49*

Piosenka "Strong and Smart" dostępna jedynie w wydaniu przygotowanym na rynek azjatycki w 2003 oraz w 2005 roku w edycji Deluxe.
Utwór "World of Promises" dostępny tylko w edycji deluxe z 2005 roku.

## Twórcy
- Anders Fridén - wokal
- Jesper Strömblad - gitara
- Björn Gelotte - gitara
- Peter Iwers - bas
- Daniel Svensson - perkusja
- Chris Amott - solo gitarowe w "Suburban Me"
- Charlie Storm - programowanie i syntetyzacja
- Fredrik Nordström - dodatkowe programowanie i syntetyzacja

### Pozostałe osoby
- Muzyka została napisana przez Björna Gelotte'a oraz Jespera Strömblada.
- Muzyka powstała przy pomocy In Flames oraz Fredrika Nordströma.
- Słowa do piosenek oraz wokal przygotował Andersa Fridén.
- "Strong and Smart" według Mikaela Danielssona oraz Ingemara Janssona (No Fun at All).
- "World of Promises" według Roberta Ernlunda i Andersa "Gary'ego" Wikströma (Treat).
- Nagrane i wyprodukowane w Studio Fredman przez Fredrika Nordströma oraz In Flames.
- Opracowanie layoutu okładki i książeczki przez Axela Hermanna.
- Zdjęcia wykonał Tobias Lundgren.